# Edops
Edops ('gezwollen gezicht') is een geslacht van uitgestorven temnospondyle Batrachomorpha (basale 'amfibieën') uit het Vroeg-Perm.

## Naamgeving
De Amerikaanse paleontoloog Alfred Sherwood Romer benoemde de typesoort Edops craigi in 1936. De geslachtsnaam Edops betekent  'gezwollen gezicht' (van het Griekse oidos 'zwelling' en het Griekse oops 'gezicht'), waarbij Romer opmerkte dat de premaxillae sterk verdikt zijn en uitwendig uitstelpen in ronde zwellingen. De gelatiniseerde spelling 'edo' voor 'oidos' lijkt op het Latijnse werkwoord edo, 'ik vreet', wat tot het misverstand geleid heeft dat de naam veelvraatkop betekent, maar dit is niet de correcte etymologie. In een populair artikel uit 1943 legde Romer uit dat de oorspronkelijke fossiele vondst de bijnaam 'Grandpa Bumps' had voor de brokken bot, die het hadden overleefd terwijl de rest van de eerste schedel grotendeels was vernietigd. De soortaanduiding eert de preparateur Lansing Craig.
Romer en zijn preparateur Robert V. Witter van de Harvard University beschreven Edops in meer detail op grond van aanvullend fossiel materiaal in 1942.
De syntypen zijn FMNH UR 336 en MCZ 1201, rond 1930 gevonden in de Archerformatie van Young County, Texas. Het zijn fragmentarische skeletten. Later zijn meer fragmenten toegewezen, over het algemeen schedelbotten van slechte kwaliteit en wat postcrania.
Fragmentaire overblijfselen uit de Viséen van Schotland lijken uit Edops of een naast familielid te komen en dateren dus van vóór het type-materiaal van het Perm.

## Beschrijving
Edops was vrij groot, met een lengte van twee meter.

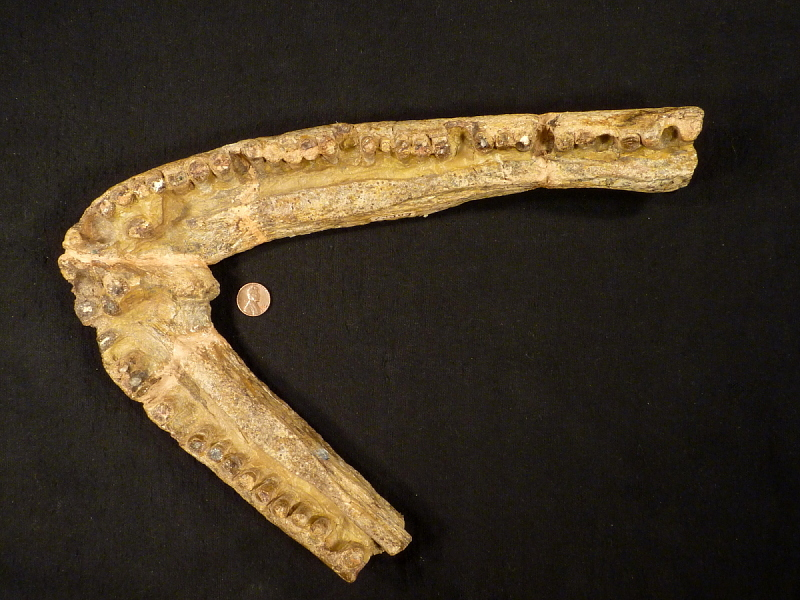
Een toegewezen paar onderkaken

In tegenstelling tot meer geavanceerde temnospondylen van die tijd, zoals Eryops, vertoonde Edops een archaïsch patroon van palatale botten en bezat nog steeds verschillende extra botten aan de achterkant van de schedel. Edopoïden hadden ook bijzonder grote premaxillae (de botten die de punt van de snuit vormen) en verhoudingsgewijs kleine uitwendige neusgaten.

## Fylogenie
Binnen de clade Edopoidea lijkt het meest basale lid Edops te zijn van de Archer City-formatie uit het Vroeg-Perm van de Verenigde Staten, een dier met een brede schedel en grote palatinale tanden.